# Gesonia silvestralis
Gesonia silvestralis là một loài bướm đêm trong họ Noctuidae.